# Гълъбец (област Хасково)
 За другото българско село вижте Гълъбец (област Бургас).  
Гълъбец е село в Южна България. То се намира в община Хасково, област Хасково.

## География
Село Гълъбец е разположено на 20 км от Хасково в посока Кърджали, между двата хълма Асар и Бурхан. В селото някога са живеели българи, но през 60-те години на 20 век е започнало заселване на мюсюлмани. Те се делят на сунити и алевити/къзълбаши. В центъра на селото има джамия, а на входа на селото – къзълбашки обреден обект. И двете общности отбелязват заедно празниците – Рамазан байрам и Курбан байрам, а на 6. май участват в алевитския сбор Хъдреллез, провеждан до съседното село Широка поляна.
Поминъкът на селяните се състои в селскостопанска работа – тютюн, зеленчуци, част от населението работи в град Хасково.

## Население
Численост
Численост на населението според преброяванията през годините:
| \| Година на преброяване \| Численост \| \| --------------------- \| --------- \| \| 1934 \| 450 \| \| 1946 \| 539 \| \| 1956 \| 481 \| \| 1965 \| 393 \| \| 1975 \| 419 \| \| 1985 \| 429 \| \| 1992 \| 408 \| \| 2001 \| 317 \| \| 2011 \| 302 \| \| 2021 \| 263 \| |           |
| Година на преброяване | Численост |
| 1934 | 450       |
| 1946 | 539       |
| 1956 | 481       |
| 1965 | 393       |
| 1975 | 419       |
| 1985 | 429       |
| 1992 | 408       |
| 2001 | 317       |
| 2011 | 302       |
| 2021 | 263       |

### Етнически състав
Преброяване на населението през 2011 г.
Численост и дял на етническите групи според преброяването на населението през 2011 г.:
|                     | Численост | Дял (в %) |
| Общо                | 302       | 100,00    |
| Българи             |           |           |
| Турци               | 282       | 93,37     |
| Цигани              |           |           |
| Други               |           |           |
| Не се самоопределят |           |           |
| Неотговорили        | 13        | 4,30      |

## Редовни събития
През лятото – „Молитва за дъжд“,

Рамазан Байрам и Курбан Байрам – датата е според мюсюлманския календар.